# Iota Apodis
Iota Apodis (ι Aps, ι Apodis) é uma estrela binária na constelação de Apus. Tem uma magnitude aparente de 5,41, sendo pouco brilhante mas visível a olho nu em boas condições de visualização. A distância aproximada a esta estrela pode ser aferida a partir de medições de paralaxe, produzindo uma estimativa de 1 300 anos (400 parsecs) com uma margem de erro de 20%.
Os dois componentes são estrelas de classe B da sequência principal, o que indica que possuem uma tonalidade azul-branca. O componente mais brilhante tem uma classificação estelar de B9 V e uma magnitude aparente de 5,90, enquanto o secundo membro é uma estrela de classe B9.5 V com uma magnitude de 6,46. O par é separado por 0,091 segundos de arco e tem um período orbital estimado de 51,441 anos.